# Пію аргентинський
Пію аргентинський (Synallaxis spixi) — вид горобцеподібних птахів родини горнерових (Furnariidae). Мешкає в Південній Америці. Вид названий на честь німецького натураліста Йоганна Баптиста фон Спікса.

## Опис
Довжина птаха становить 16-17 см, вага 12-14 г. Тім'я рудувато-коричневе, решта голови сіра. На горлі чорнувата пляма. Верхня частина тіла сірувата або оливково-коричнева, хвіст сірувато-коричневий, живіт сірий. Покривні пера крил руді.

## Поширення і екологія
Аргентинські пію мешкають на південному сході Бразилії (на південь від південно-східної Баїї та південного Еспіриту-Санту), на північному сході Аргентини (на південь до східного Санта-Фе, Ентре-Ріоса і північного Буенос-Айреса), в Уругваї та на сході Парагваю. Вони живуть у вологих чагарникових заростях, в саванах та на узліссях тропічних лісів. Живляться безхребетними. Гніздо кулеподібне з довгим трубкоподібним входом, зроблене з гілочок, всередині встелене листям, мохом і шерстю.